# روزماري ستيوارت
روزماري ستيوارت (بالإنجليزية: Rosemary Stewart)‏ هي اقتصادية بريطانية، ولدت في القرن العشرين.